# Torfhildur Þorsteinsdóttir
Torfhildur Þorsteinsdóttir (née le 2 février 1845 et morte le 14 novembre 1918) était une femme de lettres islandaise.

## Biographie
Torfhildur Þorsteinsdóttir est probablement la première Islandaise à avoir consacré sa vie à l'écriture et à être devenue écrivain.